# Taner Ölmez
Taner Ölmez (Tunceli, 1986. augusztus 9. –) török színész.

## Pályafutása
2009-ben kezdte színészi karrierjét. Első szerepe Sadık a Kayıp Şehir című sorozatban. A 2013-as Medcezir című sorozatban Mert Serez karakterét játszotta. A szultána című történelmi drámasorozatban II. Oszmán megformálója volt. A csodadoktor című orvosi drámasorozatban az autista orvost, Dr. Ali Vefát alakította.

## Filmográfia

### Televíziós sorozatok
| Év        | Eredeti cím            | Magyar cím             | Szerep             | Magyar hang |
| --------- | ---------------------- | ---------------------- | ------------------ | ----------- |
| 2019      | Kadın                  | Egy csodálatos asszony | Ali Vefa           |             |
| 2019–2021 | Mucize Doktor          | A csodadoktor          | Ali Vefa           | Hajdu Tibor |
| 2017      | Yüz Yüze               |                        | Aleko              |             |
| 2016      | Muhteşem Yüzyıl: Kösem | A szultána             | II. Oszmán         | Penke Bence |
| 2013–2015 | Medcezir               |                        | Mert Asım Serez    |             |
| 2013      | Tatar Ramazan          |                        | Çoban Ahmet        |             |
| 2013      | Çıplak Gerçek          |                        | Deniz Baran        |             |
| 2012      | Kayıp Şehir            |                        | Sadık Toptaş       |             |
| 2011      | İstanbul'un Altınları  |                        | Mustafa            |             |
| 2010      | Ask ve Ceza            |                        | Fiatal Yavuz Moran |             |
| 2009      | Kül ve Ateş            |                        | Cemal              |             |
| 2009–2010 | Kapalı Çarşı           |                        | Gıyabettin         |             |